# Nyctosauridae
Nyctosauridae (il cui nome significa "lucertole notturne" o "lucertole pipistrello") sono una famiglia estinta di pterosauri pterodactyloidi vissuti nel Cretaceo superiore, circa 85-65 milioni di anni fa (Santoniano-Maastrichtiano), in Nord America, Africa, e forse anche in Europa. La famiglia venne nominato da Henry Alleyne Nicholson e Richard Lydekker, nel 1889.
I nyctosauridi sono caratterizzati dalla mancanza delle tre dita libere dell'ala; nella maggior parte degli pterosauri, infatti, la "mano" possiede quattro dita, con il quarto dito iperallungato per sostenere l'ala, mentre le restanti tre sono di solito piccole, artigliate e usate per camminare o arrampicarsi quando l'animale era a terra. La mancanza di dita funzionali nei nyctosauridi può suggerire che questi animali passassero quasi tutto il loro tempo in volo, poggiandosi raramente a terra. Inoltre, i nyctosauridi possedevano anche una distintiva cresta deltopettorale sull'omero per l'attaccamento muscolare.
I nyctosauridi sono stati occasionalmente inclusi nella famiglia Pteranodontidae, anche se i ricercatori tra cui Christopher Bennett e Alexander Kellner hanno entrambi concluso che appartenevano ad un lignaggio separato. Le analisi di David Unwin indicano una stretta relazione tra Pteranodon e Nyctosaurus, sebbene usasse il nome Pteranodontia per il clade che conteneva entrambi i generi. Entrambe le opinioni sono state pubblicate prima della scoperta del secondo nyctosauride, Muzquizopteryx, definitivamente noto nel 2006.
La maggior parte dei fossili di nyctosauridi sono stati trovati in formazioni risalenti al Cretaceo superiore degli Stati Uniti occidentali e nel Messico. Il Nyctosaurus risale a 85-84,5 milioni di anni fa, e proviene dalla Formazione Niobrara, nel Kansas. Il Muzquizopteryx è il più antico nyctosauride conosciuto dai resti definitivi, risalente al confine Turoniano-Coniaciano, 85,8 milioni di anni fa, a Coahuila. Tuttavia, un omero parziale con la caratteristica cresta deltopettorale dei nyctosauridi è stato ritrovato a Cornet, in Romania, ed identificato come possibile genere europeo, risalente al Cretaceo inferiore, circa 140 milioni di anni fa (Barremiano).
Sono inoltre conosciute tre forme risalenti al Maastrichtiano: un singolo omero di un possibile nyctosauride dal Messico; "Nyctosaurus" lamegoi dal Brasile, e una falange-alare completa di nyctosauride, un artiglio, e un'ulna parziale dalla Giordania. L'esemplare dalla Giordania è di particolare interesse paleontologico in quanto è il primo esemplare di un nyctosauride ritrovato nel Vecchio Mondo, oltre a rappresenta l'ultimo record della famiglia (il più alto del Maastrichtiano). A partire dal 2016, Nicholas Longrich, David Martill e Brian Andres hanno presentato testimonianze di diverse specie di nyctosauridi e pteranodontidi dal Maastrichtiano del Nord Africa, suggerendo che questi lignaggi hanno subito una radiazione evolutiva nel Vecchio Mondo poco prima dell'estinzione dell'evento K-Pg. Nel 2018, Nicholas Longrich, David Martill e Brian Andres hanno nominato tre nuovi generi di nyctosauride: Alcione, Barbaridactylus e Simurghia, tutti generi risalenti all'ultima fase del Cretaceo superiore, circa 66 milioni di anni fa (Maastrichtiano), in quelli che oggi sono i Bacini Ouled Abdoun, in Marocco, Nord Africa.

## Sistematica
Nel 2022, Fernandes et al. descrisse Epapatelo come un nuovo pteranodonte dell'Angola. Includendo Epapatelo nell'analisi filogenetica di Longrich et al. (2018), hanno recuperato un nuovo clade, Aponyctosauria, composto da Nyctosauridae, Alcione, Simurghia ed Epapatelo.
|  | Tethydraco                                                                                      |
|  |                                                                                                 |
|  | \| \| Pteranodon longiceps \| \| \| \| \| \| Pteranodon sternbergi (Geosternbergia) \| \| \| \| |
|  |                                                                                                 |
|  | Pteranodon longiceps                                                                            |
|  |                                                                                                 |
|  | Pteranodon sternbergi (Geosternbergia)                                                          |
|  |                                                                                                 |

|  | Pteranodon longiceps                   |
|  |                                        |
|  | Pteranodon sternbergi (Geosternbergia) |
|  |                                        |

|  | Epapatelo |
|  |           |
|  | Simurghia |
|  |           |
|  | Alcione   |
|  |           |

|  | Nyctosaurus lamegoi                   |
|  |                                       |
|  | Nyctosaurus grandis (Barbaridactylus) |
|  |                                       |

|  | Nyctosaurus nanus    |
|  |                      |
|  | Nyctosaurus gracilis |
|  |                      |

|  | Nyctosaurus lamegoi                   |
|  |                                       |
|  | Nyctosaurus grandis (Barbaridactylus) |
|  |                                       |

|  | Nyctosaurus nanus    |
|  |                      |
|  | Nyctosaurus gracilis |
|  |                      |

|  | Nyctosaurus lamegoi                   |
|  |                                       |
|  | Nyctosaurus grandis (Barbaridactylus) |
|  |                                       |

|  | Nyctosaurus nanus    |
|  |                      |
|  | Nyctosaurus gracilis |
|  |                      |

|  | Nyctosaurus lamegoi                   |
|  |                                       |
|  | Nyctosaurus grandis (Barbaridactylus) |
|  |                                       |

|  | Nyctosaurus nanus    |
|  |                      |
|  | Nyctosaurus gracilis |
|  |                      |

|  | Epapatelo |
|  |           |
|  | Simurghia |
|  |           |
|  | Alcione   |
|  |           |

|  | Nyctosaurus lamegoi                   |
|  |                                       |
|  | Nyctosaurus grandis (Barbaridactylus) |
|  |                                       |

|  | Nyctosaurus nanus    |
|  |                      |
|  | Nyctosaurus gracilis |
|  |                      |

|  | Nyctosaurus lamegoi                   |
|  |                                       |
|  | Nyctosaurus grandis (Barbaridactylus) |
|  |                                       |

|  | Nyctosaurus nanus    |
|  |                      |
|  | Nyctosaurus gracilis |
|  |                      |

|  | Nyctosaurus lamegoi                   |
|  |                                       |
|  | Nyctosaurus grandis (Barbaridactylus) |
|  |                                       |

|  | Nyctosaurus nanus    |
|  |                      |
|  | Nyctosaurus gracilis |
|  |                      |

|  | Nyctosaurus lamegoi                   |
|  |                                       |
|  | Nyctosaurus grandis (Barbaridactylus) |
|  |                                       |

|  | Nyctosaurus nanus    |
|  |                      |
|  | Nyctosaurus gracilis |
|  |                      |

|  | Epapatelo |
|  |           |
|  | Simurghia |
|  |           |
|  | Alcione   |
|  |           |

|  | Nyctosaurus lamegoi                   |
|  |                                       |
|  | Nyctosaurus grandis (Barbaridactylus) |
|  |                                       |

|  | Nyctosaurus nanus    |
|  |                      |
|  | Nyctosaurus gracilis |
|  |                      |

|  | Nyctosaurus lamegoi                   |
|  |                                       |
|  | Nyctosaurus grandis (Barbaridactylus) |
|  |                                       |

|  | Nyctosaurus nanus    |
|  |                      |
|  | Nyctosaurus gracilis |
|  |                      |

|  | Nyctosaurus lamegoi                   |
|  |                                       |
|  | Nyctosaurus grandis (Barbaridactylus) |
|  |                                       |

|  | Nyctosaurus nanus    |
|  |                      |
|  | Nyctosaurus gracilis |
|  |                      |

|  | Nyctosaurus lamegoi                   |
|  |                                       |
|  | Nyctosaurus grandis (Barbaridactylus) |
|  |                                       |

|  | Nyctosaurus nanus    |
|  |                      |
|  | Nyctosaurus gracilis |
|  |                      |

|  | Epapatelo |
|  |           |
|  | Simurghia |
|  |           |
|  | Alcione   |
|  |           |

|  | Nyctosaurus lamegoi                   |
|  |                                       |
|  | Nyctosaurus grandis (Barbaridactylus) |
|  |                                       |

|  | Nyctosaurus nanus    |
|  |                      |
|  | Nyctosaurus gracilis |
|  |                      |

|  | Nyctosaurus lamegoi                   |
|  |                                       |
|  | Nyctosaurus grandis (Barbaridactylus) |
|  |                                       |

|  | Nyctosaurus nanus    |
|  |                      |
|  | Nyctosaurus gracilis |
|  |                      |

|  | Nyctosaurus lamegoi                   |
|  |                                       |
|  | Nyctosaurus grandis (Barbaridactylus) |
|  |                                       |

|  | Nyctosaurus nanus    |
|  |                      |
|  | Nyctosaurus gracilis |
|  |                      |

|  | Nyctosaurus lamegoi                   |
|  |                                       |
|  | Nyctosaurus grandis (Barbaridactylus) |
|  |                                       |

|  | Nyctosaurus nanus    |
|  |                      |
|  | Nyctosaurus gracilis |
|  |                      |

|  | Epapatelo |
|  |           |
|  | Simurghia |
|  |           |
|  | Alcione   |
|  |           |

|  | Nyctosaurus lamegoi                   |
|  |                                       |
|  | Nyctosaurus grandis (Barbaridactylus) |
|  |                                       |

|  | Nyctosaurus nanus    |
|  |                      |
|  | Nyctosaurus gracilis |
|  |                      |

|  | Nyctosaurus lamegoi                   |
|  |                                       |
|  | Nyctosaurus grandis (Barbaridactylus) |
|  |                                       |

|  | Nyctosaurus nanus    |
|  |                      |
|  | Nyctosaurus gracilis |
|  |                      |

|  | Nyctosaurus lamegoi                   |
|  |                                       |
|  | Nyctosaurus grandis (Barbaridactylus) |
|  |                                       |

|  | Nyctosaurus nanus    |
|  |                      |
|  | Nyctosaurus gracilis |
|  |                      |

|  | Nyctosaurus lamegoi                   |
|  |                                       |
|  | Nyctosaurus grandis (Barbaridactylus) |
|  |                                       |

|  | Nyctosaurus nanus    |
|  |                      |
|  | Nyctosaurus gracilis |
|  |                      |

|  | Epapatelo |
|  |           |
|  | Simurghia |
|  |           |
|  | Alcione   |
|  |           |

|  | Nyctosaurus lamegoi                   |
|  |                                       |
|  | Nyctosaurus grandis (Barbaridactylus) |
|  |                                       |

|  | Nyctosaurus nanus    |
|  |                      |
|  | Nyctosaurus gracilis |
|  |                      |

|  | Nyctosaurus lamegoi                   |
|  |                                       |
|  | Nyctosaurus grandis (Barbaridactylus) |
|  |                                       |

|  | Nyctosaurus nanus    |
|  |                      |
|  | Nyctosaurus gracilis |
|  |                      |

|  | Nyctosaurus lamegoi                   |
|  |                                       |
|  | Nyctosaurus grandis (Barbaridactylus) |
|  |                                       |

|  | Nyctosaurus nanus    |
|  |                      |
|  | Nyctosaurus gracilis |
|  |                      |

|  | Nyctosaurus lamegoi                   |
|  |                                       |
|  | Nyctosaurus grandis (Barbaridactylus) |
|  |                                       |

|  | Nyctosaurus nanus    |
|  |                      |
|  | Nyctosaurus gracilis |
|  |                      |

|  | Epapatelo |
|  |           |
|  | Simurghia |
|  |           |
|  | Alcione   |
|  |           |

|  | Nyctosaurus lamegoi                   |
|  |                                       |
|  | Nyctosaurus grandis (Barbaridactylus) |
|  |                                       |

|  | Nyctosaurus nanus    |
|  |                      |
|  | Nyctosaurus gracilis |
|  |                      |

|  | Nyctosaurus lamegoi                   |
|  |                                       |
|  | Nyctosaurus grandis (Barbaridactylus) |
|  |                                       |

|  | Nyctosaurus nanus    |
|  |                      |
|  | Nyctosaurus gracilis |
|  |                      |

|  | Nyctosaurus lamegoi                   |
|  |                                       |
|  | Nyctosaurus grandis (Barbaridactylus) |
|  |                                       |

|  | Nyctosaurus nanus    |
|  |                      |
|  | Nyctosaurus gracilis |
|  |                      |

|  | Nyctosaurus lamegoi                   |
|  |                                       |
|  | Nyctosaurus grandis (Barbaridactylus) |
|  |                                       |

|  | Nyctosaurus nanus    |
|  |                      |
|  | Nyctosaurus gracilis |
|  |                      |

|  | Epapatelo |
|  |           |
|  | Simurghia |
|  |           |
|  | Alcione   |
|  |           |

|  | Nyctosaurus lamegoi                   |
|  |                                       |
|  | Nyctosaurus grandis (Barbaridactylus) |
|  |                                       |

|  | Nyctosaurus nanus    |
|  |                      |
|  | Nyctosaurus gracilis |
|  |                      |

|  | Nyctosaurus lamegoi                   |
|  |                                       |
|  | Nyctosaurus grandis (Barbaridactylus) |
|  |                                       |

|  | Nyctosaurus nanus    |
|  |                      |
|  | Nyctosaurus gracilis |
|  |                      |

|  | Nyctosaurus lamegoi                   |
|  |                                       |
|  | Nyctosaurus grandis (Barbaridactylus) |
|  |                                       |

|  | Nyctosaurus nanus    |
|  |                      |
|  | Nyctosaurus gracilis |
|  |                      |

|  | Nyctosaurus lamegoi                   |
|  |                                       |
|  | Nyctosaurus grandis (Barbaridactylus) |
|  |                                       |

|  | Nyctosaurus nanus    |
|  |                      |
|  | Nyctosaurus gracilis |
|  |                      |

|  | Tethydraco                                                                                      |
|  |                                                                                                 |
|  | \| \| Pteranodon longiceps \| \| \| \| \| \| Pteranodon sternbergi (Geosternbergia) \| \| \| \| |
|  |                                                                                                 |
|  | Pteranodon longiceps                                                                            |
|  |                                                                                                 |
|  | Pteranodon sternbergi (Geosternbergia)                                                          |
|  |                                                                                                 |

|  | Pteranodon longiceps                   |
|  |                                        |
|  | Pteranodon sternbergi (Geosternbergia) |
|  |                                        |

|  | Epapatelo |
|  |           |
|  | Simurghia |
|  |           |
|  | Alcione   |
|  |           |

|  | Nyctosaurus lamegoi                   |
|  |                                       |
|  | Nyctosaurus grandis (Barbaridactylus) |
|  |                                       |

|  | Nyctosaurus nanus    |
|  |                      |
|  | Nyctosaurus gracilis |
|  |                      |

|  | Nyctosaurus lamegoi                   |
|  |                                       |
|  | Nyctosaurus grandis (Barbaridactylus) |
|  |                                       |

|  | Nyctosaurus nanus    |
|  |                      |
|  | Nyctosaurus gracilis |
|  |                      |

|  | Nyctosaurus lamegoi                   |
|  |                                       |
|  | Nyctosaurus grandis (Barbaridactylus) |
|  |                                       |

|  | Nyctosaurus nanus    |
|  |                      |
|  | Nyctosaurus gracilis |
|  |                      |

|  | Nyctosaurus lamegoi                   |
|  |                                       |
|  | Nyctosaurus grandis (Barbaridactylus) |
|  |                                       |

|  | Nyctosaurus nanus    |
|  |                      |
|  | Nyctosaurus gracilis |
|  |                      |

|  | Epapatelo |
|  |           |
|  | Simurghia |
|  |           |
|  | Alcione   |
|  |           |

|  | Nyctosaurus lamegoi                   |
|  |                                       |
|  | Nyctosaurus grandis (Barbaridactylus) |
|  |                                       |

|  | Nyctosaurus nanus    |
|  |                      |
|  | Nyctosaurus gracilis |
|  |                      |

|  | Nyctosaurus lamegoi                   |
|  |                                       |
|  | Nyctosaurus grandis (Barbaridactylus) |
|  |                                       |

|  | Nyctosaurus nanus    |
|  |                      |
|  | Nyctosaurus gracilis |
|  |                      |

|  | Nyctosaurus lamegoi                   |
|  |                                       |
|  | Nyctosaurus grandis (Barbaridactylus) |
|  |                                       |

|  | Nyctosaurus nanus    |
|  |                      |
|  | Nyctosaurus gracilis |
|  |                      |

|  | Nyctosaurus lamegoi                   |
|  |                                       |
|  | Nyctosaurus grandis (Barbaridactylus) |
|  |                                       |

|  | Nyctosaurus nanus    |
|  |                      |
|  | Nyctosaurus gracilis |
|  |                      |

|  | Epapatelo |
|  |           |
|  | Simurghia |
|  |           |
|  | Alcione   |
|  |           |

|  | Nyctosaurus lamegoi                   |
|  |                                       |
|  | Nyctosaurus grandis (Barbaridactylus) |
|  |                                       |

|  | Nyctosaurus nanus    |
|  |                      |
|  | Nyctosaurus gracilis |
|  |                      |

|  | Nyctosaurus lamegoi                   |
|  |                                       |
|  | Nyctosaurus grandis (Barbaridactylus) |
|  |                                       |

|  | Nyctosaurus nanus    |
|  |                      |
|  | Nyctosaurus gracilis |
|  |                      |

|  | Nyctosaurus lamegoi                   |
|  |                                       |
|  | Nyctosaurus grandis (Barbaridactylus) |
|  |                                       |

|  | Nyctosaurus nanus    |
|  |                      |
|  | Nyctosaurus gracilis |
|  |                      |

|  | Nyctosaurus lamegoi                   |
|  |                                       |
|  | Nyctosaurus grandis (Barbaridactylus) |
|  |                                       |

|  | Nyctosaurus nanus    |
|  |                      |
|  | Nyctosaurus gracilis |
|  |                      |

|  | Epapatelo |
|  |           |
|  | Simurghia |
|  |           |
|  | Alcione   |
|  |           |

|  | Nyctosaurus lamegoi                   |
|  |                                       |
|  | Nyctosaurus grandis (Barbaridactylus) |
|  |                                       |

|  | Nyctosaurus nanus    |
|  |                      |
|  | Nyctosaurus gracilis |
|  |                      |

|  | Nyctosaurus lamegoi                   |
|  |                                       |
|  | Nyctosaurus grandis (Barbaridactylus) |
|  |                                       |

|  | Nyctosaurus nanus    |
|  |                      |
|  | Nyctosaurus gracilis |
|  |                      |

|  | Nyctosaurus lamegoi                   |
|  |                                       |
|  | Nyctosaurus grandis (Barbaridactylus) |
|  |                                       |

|  | Nyctosaurus nanus    |
|  |                      |
|  | Nyctosaurus gracilis |
|  |                      |

|  | Nyctosaurus lamegoi                   |
|  |                                       |
|  | Nyctosaurus grandis (Barbaridactylus) |
|  |                                       |

|  | Nyctosaurus nanus    |
|  |                      |
|  | Nyctosaurus gracilis |
|  |                      |

|  | Epapatelo |
|  |           |
|  | Simurghia |
|  |           |
|  | Alcione   |
|  |           |

|  | Nyctosaurus lamegoi                   |
|  |                                       |
|  | Nyctosaurus grandis (Barbaridactylus) |
|  |                                       |

|  | Nyctosaurus nanus    |
|  |                      |
|  | Nyctosaurus gracilis |
|  |                      |

|  | Nyctosaurus lamegoi                   |
|  |                                       |
|  | Nyctosaurus grandis (Barbaridactylus) |
|  |                                       |

|  | Nyctosaurus nanus    |
|  |                      |
|  | Nyctosaurus gracilis |
|  |                      |

|  | Nyctosaurus lamegoi                   |
|  |                                       |
|  | Nyctosaurus grandis (Barbaridactylus) |
|  |                                       |

|  | Nyctosaurus nanus    |
|  |                      |
|  | Nyctosaurus gracilis |
|  |                      |

|  | Nyctosaurus lamegoi                   |
|  |                                       |
|  | Nyctosaurus grandis (Barbaridactylus) |
|  |                                       |

|  | Nyctosaurus nanus    |
|  |                      |
|  | Nyctosaurus gracilis |
|  |                      |

|  | Epapatelo |
|  |           |
|  | Simurghia |
|  |           |
|  | Alcione   |
|  |           |

|  | Nyctosaurus lamegoi                   |
|  |                                       |
|  | Nyctosaurus grandis (Barbaridactylus) |
|  |                                       |

|  | Nyctosaurus nanus    |
|  |                      |
|  | Nyctosaurus gracilis |
|  |                      |

|  | Nyctosaurus lamegoi                   |
|  |                                       |
|  | Nyctosaurus grandis (Barbaridactylus) |
|  |                                       |

|  | Nyctosaurus nanus    |
|  |                      |
|  | Nyctosaurus gracilis |
|  |                      |

|  | Nyctosaurus lamegoi                   |
|  |                                       |
|  | Nyctosaurus grandis (Barbaridactylus) |
|  |                                       |

|  | Nyctosaurus nanus    |
|  |                      |
|  | Nyctosaurus gracilis |
|  |                      |

|  | Nyctosaurus lamegoi                   |
|  |                                       |
|  | Nyctosaurus grandis (Barbaridactylus) |
|  |                                       |

|  | Nyctosaurus nanus    |
|  |                      |
|  | Nyctosaurus gracilis |
|  |                      |

|  | Epapatelo |
|  |           |
|  | Simurghia |
|  |           |
|  | Alcione   |
|  |           |

|  | Nyctosaurus lamegoi                   |
|  |                                       |
|  | Nyctosaurus grandis (Barbaridactylus) |
|  |                                       |

|  | Nyctosaurus nanus    |
|  |                      |
|  | Nyctosaurus gracilis |
|  |                      |

|  | Nyctosaurus lamegoi                   |
|  |                                       |
|  | Nyctosaurus grandis (Barbaridactylus) |
|  |                                       |

|  | Nyctosaurus nanus    |
|  |                      |
|  | Nyctosaurus gracilis |
|  |                      |

|  | Nyctosaurus lamegoi                   |
|  |                                       |
|  | Nyctosaurus grandis (Barbaridactylus) |
|  |                                       |

|  | Nyctosaurus nanus    |
|  |                      |
|  | Nyctosaurus gracilis |
|  |                      |

|  | Nyctosaurus lamegoi                   |
|  |                                       |
|  | Nyctosaurus grandis (Barbaridactylus) |
|  |                                       |

|  | Nyctosaurus nanus    |
|  |                      |
|  | Nyctosaurus gracilis |
|  |                      |

|  | Epapatelo |
|  |           |
|  | Simurghia |
|  |           |
|  | Alcione   |
|  |           |

|  | Nyctosaurus lamegoi                   |
|  |                                       |
|  | Nyctosaurus grandis (Barbaridactylus) |
|  |                                       |

|  | Nyctosaurus nanus    |
|  |                      |
|  | Nyctosaurus gracilis |
|  |                      |

|  | Nyctosaurus lamegoi                   |
|  |                                       |
|  | Nyctosaurus grandis (Barbaridactylus) |
|  |                                       |

|  | Nyctosaurus nanus    |
|  |                      |
|  | Nyctosaurus gracilis |
|  |                      |

|  | Nyctosaurus lamegoi                   |
|  |                                       |
|  | Nyctosaurus grandis (Barbaridactylus) |
|  |                                       |

|  | Nyctosaurus nanus    |
|  |                      |
|  | Nyctosaurus gracilis |
|  |                      |

|  | Nyctosaurus lamegoi                   |
|  |                                       |
|  | Nyctosaurus grandis (Barbaridactylus) |
|  |                                       |

|  | Nyctosaurus nanus    |
|  |                      |
|  | Nyctosaurus gracilis |
|  |                      |